# Wilma Nielsen
Wilma Victoria Nielsen, född 2 juni 2001 i Göteborg, är en svensk medeldistanslöpare som tävlar för klubben Örgryte IS. Hon har tagit ett antal SM-tecken på 800 och 1 500 meter. Hon är tvillingsyster till medeldistanslöparen Julia Nielsen.